# گرد وسیگ
گرد وسیگ (آلمانی: Gerd Wessig؛ زادهٔ ۱۶ ژوئیهٔ ۱۹۵۹، در لوبتس، مکلنبورگ-فورپومرن) یک ورزشکار رشتهٔ پرش ارتفاع اهل جمهوری دمکراتیک آلمان بود که مدال طلا را در این رشته در بازی‌های المپیک تابستانی ۱۹۸۰ به دست آورد.
وی نخستین ورزشکار مردی است که تا کنون یک رکورد جهانی پرش ارتفاع را در بازی‌های المپیک ثبت کرده‌است.